# Terraplane
Ne doit pas être confondu avec l'aéroglisseur Terraplane (BC-4) de la société Bertin.

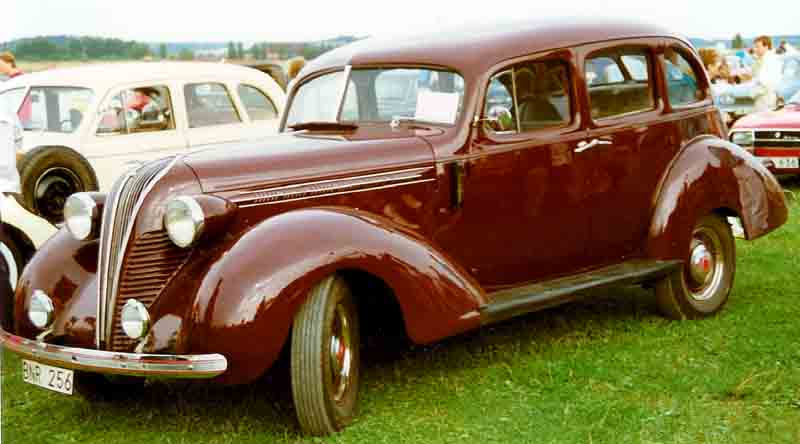
Berline quatre portes Terraplane Super de 1937

Terraplane était une marque de voitures et camions créée par la Hudson Motor Car Company de Détroit (Michigan) entre 1932 et 1939. À l'origine créée comme une marque indépendante sous le nom de Essex Terraplane, on la renomme Terraplane en 1933 et en 1936 elle devient la Hudson Terraplane. Elle était conçue pour le marché des automobiles abordables tout en étant puissante, autant pour la ville que la campagne.

## Origine
La compagnie Hudson produisait une gamme d'autos abordables depuis 1919 sous la marque Essex, une composante d'Hudson à partir de 1922. Ces berlines furent reconnues comme étant les premières autos fermées disponibles pour la consommation de masse. Les ventes en déclin de la marque au début de la Grande Dépression forcèrent Hudson à renouveler son écurie en 1932. Les nouveaux modèles, nommés Essex-Terraplane, sont plus économiques à produire et leurs prix sont plus bas.
Hudson utilise ce nom évoquant l'aviation, très populaire depuis l'exploit récent de Charles Lindbergh, et lance une campagne publicitaire misant sur l'aviatrice Amelia Earhart. On vante ses petites dimensions assorties d'un puissant moteur et de sa construction en acier très rigoureuse. Les modèles de lancement sont vaguement similaires aux Essex qu'ils remplacent et sont offerts en deux et quatre portes. Orville Wright, une autre légende de l'aviation, est tellement impressionné par les qualités de l'auto qu'il achète une des premières Terraplane. En 1933, le nom Essex-Terraplane demeure sur la plaque du radiateur même si l'auto est vendue à partir de ce moment sous le nom de Terraplane.

## Années Terraplane
En 1933 et 1934, un moteur huit cylindres en ligne est offert en option pour la Terraplane Eight. Ce moteur est identique à ceux offert sur les Hudson mais avec une cylindrée légèrement inférieure (244 in³ au lieu de 254 in³). Le châssis et le capot de la Eight étaient plus longs que ceux de la Terraplane Six (six cylindres) afin de recevoir le moteur. Elle s'en distinguait également par ses pare-chocs et des prises d'air en forme de portes sur le capot à la place de persiennes.
Les deux cylindrées sont offertes en plusieurs variantes : coupé deux places, deux portes 2+2, quatre portes à 4 ou 5 places, roadster, décapotable, etc. On a des modèles de base dits série K et de luxe de séries KU sur la 6 cylindres. La série KT des 8 cylindres est offerte en série de base et de luxe. Les prix varient de 425 à 765 $US en 1933.
Les Terraplanes demeurèrent en production jusqu'à l'année-modèle 1939. Par la suite, Hudson rebaptisa ce modèle d'entrée comme la Hudson 112, un nombre tirée de son empattement (en pouces). Le châssis et le moteur de la Terraplane furent également utilisés par une automobile britannique, la Railton entre 1933 et 1939. Hudson racheta ce constructeur en 1939.

## Culture populaire
Le chanteur de Blues Robert Johnson est l'auteur d'une chanson assez célèbre titrée Terraplane Blues (1936) dans laquelle la Terraplane devient une métaphore pour le sexe. Il y parle de sa Terraplane qui ne veut pas démarrer et qu'il pense que c'est parce que sa petite amie l'a laissé monter par un autre homme. Il y décrit les différents problèmes mécaniques dans des termes vaguement sexuels. Cette chanson est devenue un classique utilisé par différents groupes et chanteurs comme Foghat, Elliott Sharp ou John Lee Hooker. La chanson Trampled Under Foot de Led Zeppelin (1975) est également basée sur Terraplane Blues.
Rory Gallagher utilise la Terraplane dans la chanson Ghost Blues de l'album Fresh Evidence. Marc Bolan de T. Rex en parle dans au moins deux chansons : Children of the Revolution (1972) et Rip Off.
Terraplane est également le titre d'un roman uchronique de l'américain Jack Womack, dont l'un des personnages centraux est également Robert Johnson, d'où, justement, le titre de l'ouvrage (raison pour laquelle une Terraplane figure en couverture de l'ouvrage, tant en VO (chez Weidenfeld & Nicolson, 1998) qu'en VF (Terraplane, traduit par Jean Bonnefoy, Denoël, Présence du futur, 1993).
Hubert-Félix Thiéfaine et Paul Personne interprètent une chanson intitulée Your Terraplane is ready, Mister Bob sur leur album commun Amicalement blues (2007).